# Université des Premières Nations du Canada
L'Université des Premières Nations du Canada (en anglais : First Nations University of Canada) est une université de la Saskatchewan. Elle est ouverte aux étudiants de toute culture et nationalité, et non pas seulement à ceux issus des Premières Nations du Canada.

## Annexe
- Études supérieures au Canada
  - Études supérieures en Saskatchewan (en)